# Бхадрапур
Бхадрапур — місто у зоні Мечі Східного регіону Непалу.

## Клімат
Місто знаходиться у зоні, котра характеризується вологим субтропічним кліматом. Найтепліший місяць — серпень із середньою температурою 27.9 °C (82.2 °F). Найхолодніший місяць — січень, із середньою температурою 16.2 °С (61.2 °F).
| Клімат Бхадрапура       | Клімат Бхадрапура | Клімат Бхадрапура | Клімат Бхадрапура | Клімат Бхадрапура | Клімат Бхадрапура | Клімат Бхадрапура | Клімат Бхадрапура | Клімат Бхадрапура | Клімат Бхадрапура | Клімат Бхадрапура | Клімат Бхадрапура | Клімат Бхадрапура | Клімат Бхадрапура |
| Показник                | Січ.              | Лют.              | Бер.              | Квіт.             | Трав.             | Черв.             | Лип.              | Серп.             | Вер.              | Жовт.             | Лист.             | Груд.             | Рік               |
| Середня температура, °C | 16,2              | 18,1              | 22,6              | 25,9              | 27                | 27,8              | 27,6              | 27,9              | 27,3              | 25,7              | 21,7              | 18                | 23,8              |
| Норма опадів, мм        | 10.8              | 12.1              | 27.7              | 65                | 168.9             | 401.8             | 691.5             | 441.1             | 408.4             | 111.3             | 8.5               | 4.8               | 2351.9            |
| Днів з опадами          | 0,6               | 0,9               | 1,5               | 4,1               | 7,9               | 13,1              | 17,2              | 14,2              | 11                | 3,2               | 0,4               | 0,2               | 74,3              |
| Вологість повітря, %    | 75.7              | 70.4              | 58.4              | 63.4              | 74.5              | 81.8              | 85.2              | 85.5              | 85.5              | 81                | 75.7              | 75.7              | 76.1              |
| ----------------------- | ----------------- | ----------------- | ----------------- | ----------------- | ----------------- | ----------------- | ----------------- | ----------------- | ----------------- | ----------------- | ----------------- | ----------------- | ----------------- |
| Джерело: Weatherbase    |                   |                   |                   |                   |                   |                   |                   |                   |                   |                   |                   |                   |                   |

## Транспорт
Місто обслуговується однойменним аеропортом.